# Kiek in de Kök
Kiek in de Kök (alnémet nyelvjárásban Kukkants a konyhába) ágyútorony Tallinn óvárosában, a tallinni városfal része. Nevét arról kapta, hogy a torony védői be tudtak pillantani az alsóváros konyháiba. Az 1475-ben épült torony magassága 38 méter, a falak vastagsága 4 méter. A falakban IV. (Rettenetes) Iván 1577-ből származó ágyúgolyói láthatóak. Napjainkban a Tallinni Városi Múzeumnak a városfal történetét bemutató kiállítása látható benne.

## Története

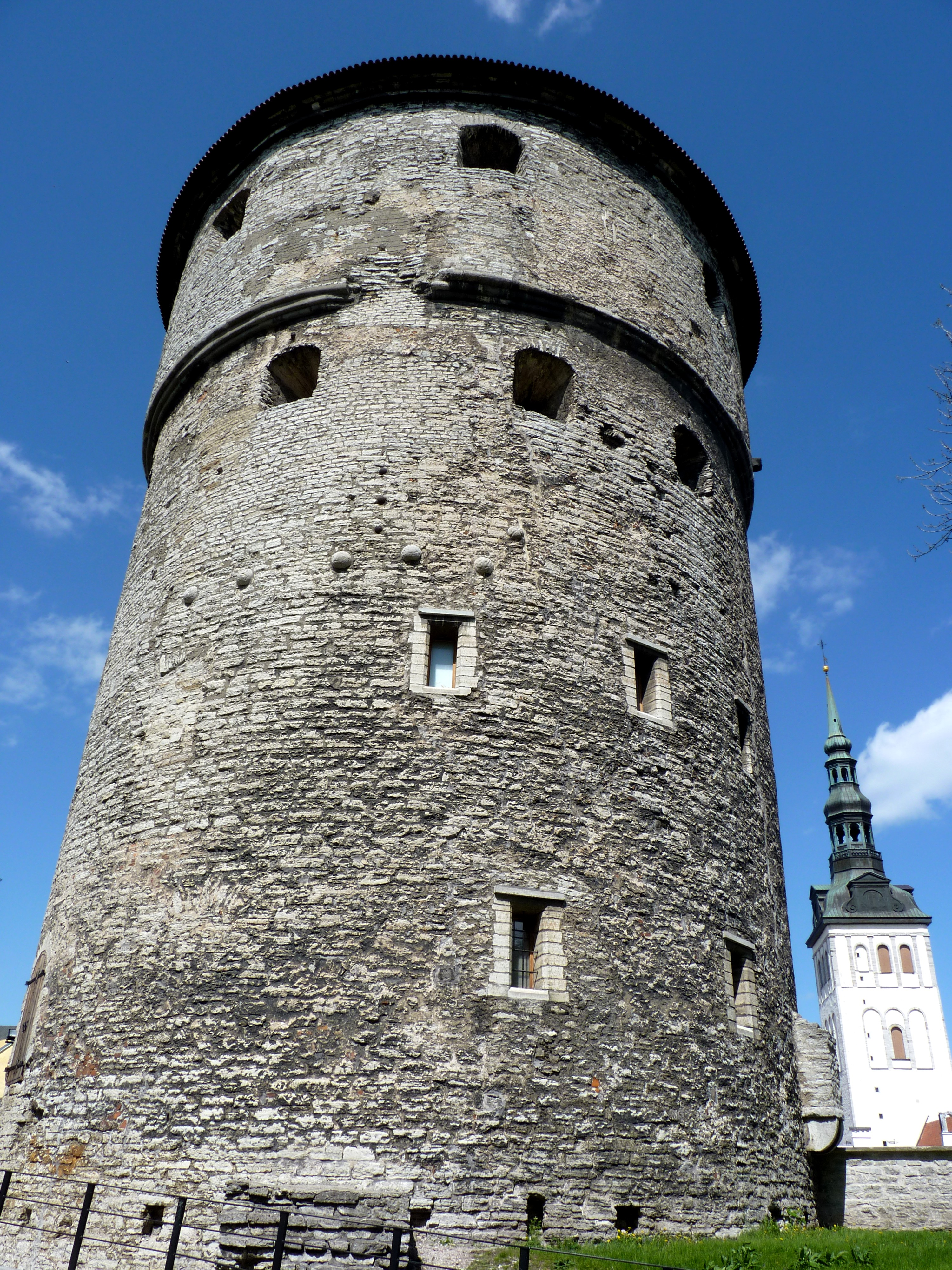

A torony építése óta több átalakuláson ment keresztül: a livóniai háborúk (1558–1583) idején részben lerombolták, és többször újjáépítették. A 16. és 17. században a két alsó szintet a földmunkák során elrejtették és a felső szinteken új lövőréseket készítettek. 1760-ra a torony harcászati szempontból feleslegesé vált, és egészen a 20. századig raktárként hasznosították. A 20. századi restaurálás során visszaállították a torony 17. századi alakját. Jelenleg egy állandó kiállítás helyszíne, amely Tallinn születését és felvirágzását mutatja be, illetve a 13–18. század legfontosabb katonai eseményeit.
1958-ig romos állapotban volt, ekkor kezdték el a felújítását. 1966–1968 között nagyobb átépítéseket végeztek a tornyon. Ekkor nyitották meg a földszinti bejáratot, valamint kiszélesítették az első emeletre vezető lépcsőt. Az átalakítást követően 1968-ban nyitották meg a toronyban a Tallinni Városi Múzeum kiállítását. 2008–2010 között felújították és megújították az ott található kiállítást.

## Fordítás
- Ez a szócikk részben vagy egészben  a   Kiek in de Kök című angol Wikipédia-szócikk ezen változatának fordításán alapul.  Az eredeti cikk szerkesztőit annak laptörténete sorolja fel. Ez a jelzés csupán a megfogalmazás eredetét és a szerzői jogokat jelzi, nem szolgál a cikkben szereplő információk forrásmegjelöléseként.